# Idris linapteris
Idris linapteris är en stekelart som beskrevs av Durgadas Mukerjee 1978. Idris linapteris ingår i släktet Idris och familjen Scelionidae. Inga underarter finns listade i Catalogue of Life.